# Hautes terres laurentiennes
Les hautes terres laurentiennes (en anglais : Laurentian Upland) sont une région physiographique qui, lorsqu'elle se réfère à la « région des Laurentides », est reconnue par Ressources naturelles Canada comme l'une des quatre sous-régions du bouclier canadien et par l'United States Geological Survey qui reconnaît les hautes terres des Laurentides comme la plus grande zone de montagne générale du bouclier canadien,,.

## Géographie
Les hautes terres laurentiennes correspondent approximativement au sud-est du bouclier canadien, à la frontière avec les basses-terres du Saint-Laurent.
Elles sont principalement constituées de la chaîne des Laurentides, au Québec, et de massifs proches comme les collines Opeongo, en Ontario, ou bien les Adirondacks, en tant qu'extension du bouclier canadien aux États-Unis.